# Octomeria monticola
Octomeria monticola är en orkidéart som beskrevs av Charles Schweinfurth. Octomeria monticola ingår i släktet Octomeria och familjen orkidéer. Inga underarter finns listade i Catalogue of Life.